# Blutaparon wrightii
Blutaparon wrightii là loài thực vật có hoa thuộc họ Dền. Loài này được (Hook.f.) Mears mô tả khoa học đầu tiên năm 1982.